# استان اومسک

استان اُمسک در نقشهٔ روسیه.

استان اُمسک (به روسی: О́мская о́бласть، تلفظ: اُمسکایا اُبلاست) یکی از واحدهای فدرالی کشور روسیه است.
این استان در جنوب غربی سیبری واقع شده و پایتخت آن شهر امسک است.
مساحت استان امسک، ۱۳۹٬۷۰۰ کیلومتر مربع و جمعیت آن ۲٬۰۷۹٬۲۲۰ میلیون نفر است (آمار سال ۲۰۰۲).
مهم‌ترین رودخانه این استان رود ایرتیش است.